# La fanciulla di Portici
La fanciulla di Portici è un film del 1940 diretto da Mario Bonnard.

## Trama
Nella Napoli vicereale spagnola, il figlio del viceré, sotto mentite spoglie, si innamora di Lucia, una popolana, sorella però di Masaniello. Lei contraccambia ma purtroppo rimane incinta ed è così rinchiusa in un convento insieme al neonato. Masaniello viene però a conoscere la verità dei fatti, scoprendo che il figlio del viceré è il responsabile di tutto ciò e che inoltre sta per sposarsi, per vendetta si mette a capo di una rivolta contro gli spagnoli. Il figlio del viceré ha però scoperto il rifugio della fanciulla amata e rifiuta il matrimonio politico impostogli dal padre riconoscendo anche come suo il figlio della sorella del popolano Masaniello. Il viceré non si oppone più di tanto agli avvenimenti e dando il consenso alle nozze, riesce a far domare la rivolta e nomina Masaniello capitano generale del popolo.

## Produzione
La pellicola ottiene il visto censura n. 31141 il 10 ottobre 1940.
Del cast tecnico fanno parte come operatori di macchina Romolo Garroni ed un giovanissimo Tonino Delli Colli. Tra i consulenti, il maestro d'armi Enzo Musumeci Greco.

## Distribuzione
Il film venne distribuito nel circuito cinematografico italiano il 27 ottobre del 1940.

## Critica
A. Cerreto su La Gazzetta del Popolo del 10 novembre 1940:«[...] L'azione è abbastanza complessa e ricca di episodi che sono condotti con mano abile e svelta. Il che è un pregio. Il che è un elogio che non di frequente accade di fare a questo genere di film storici. La messa in scena è ricca e ben curata, l'interpretazione conta su ottimi attori tra i quali risalta la forza di ottima lega di Luisa Ferida, eccellente in queste parti di popolana, e l'aitante sicurezza di Carlo Ninchi».